# Nyctale immaculée
Aegolius ridgwayi
Espèce
Synonymes
- Cryptoglaux ridgwayi Alfaro, 1905
(protonyme)

Statut de conservation UICN

 LC  : Préoccupation mineure
Statut CITES
La Nyctale immaculée (Aegolius ridgwayi) est une espèce d'oiseaux de la famille des Strigidae.

## Répartition

Aire de répartition de la Nyctale immaculée.

Cette espèce vit en Amérique centrale.

## Taxinomie
La dénomination spécifique, ridgwayi, commémore l'ornithologue américain Robert Ridgway.
La Nyctale immaculée a été décrite pour la première fois par Anastasio Alfaro en 1905 sous le protonyme Cryptoglaux ridgwayi.